# Вулиця Белзька (Львів)
Ву́лиця Бе́лзька — вулиця у Личаківському районі міста Львова, в місцевості Знесіння. Сполучає вулиці Саковича та Ковельську.

## Історія
Після входження селища до меж міста 11 квітня 1930 року, вулиці колишнього села були перейменовані або ж новоутвореним вулицям надавалися певні назви. Так, у 1931 році вулиця отримала назву Святого Яна, але того ж року перейменована на Поперечну бічну. У 1934 році отримала назву Моджевського-Фрич, на честь польського письменника та філософа Анджея Моджевського-Фрич. По війні, у 1950 році перейменована на вулицю Майлова, на честь радянського дипломата Андрія Майлова, вбитого у Львові у 1933 році. Сучасна назва вулиця Белзька походить від 1991 року, на згадку про українське місто Белз, що на Львівщині.

## Забудова
У забудові вулиці Белзької переважають одно- та двоповерхові будинки у стилі конструктивізм (1930-ті роки). Є один триповерховий будинок кінця 1950-х — початку 1960-х років.